# Шофар
Шофар се нарича древен еврейски духов музикален инструмент, обикновено направен от рог на овен.
В древността шофарът е използван като инструмент за сигнализация за свикване на хората и обявяването на важни събития, както и по време на война. Звуците на шофара, според легендата, разрушили стените на Йерихон (Йерихонска тръба). Използването на този инструмент датира от магически ритуали от доеврейската епоха.